# What It Feels Like for a Girl

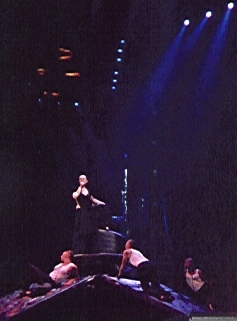
Во время исполнения испанской версии песни на Drowned World Tour

What It Feels Like for a Girl — «Каково это для девушки» (рус.) песня, записанная американской певицей Мадонной для её восьмого студийного альбома Music (2000).
Песня была выпущена как третий и последний сингл с альбома 16 апреля 2001 года лейблом Maverick Records. Мадонна и Гай Сигсворт написали и продюсировали песню вместе с Дэвидом Торном в качестве соавтора и Марком «Спайком» Стентом в качестве сопродюсера.
«What It Feels Like For a Girl» — это среднестатистическая электронная и синти-поп песня с фильтрованными басовыми лижками, приливными клавишами и пэдами в качестве части её инструментовки. Лирически он передаёт двойной стандарт общества по отношению к женщинам, обращаясь к обидным мифам о женской неполноценности. Чтобы подчеркнуть это послание, песня открывается образцом произнесённого слова актрисы Шарлотты Гейнсбур из британского фильма 1993 года «Цементный сад». Испанская версия трека, «Lo Que Siente la Mujer», была переведена Альберто Феррерасом и включена в латиноамериканское издание музыки.
Песня получила признание большинства музыкальных критиков, объявившими её кульминацией альбома, а также отметили её как одно из самых зрелых музыкальных начинаний в карьере Мадонны. Коммерчески «What It Feels Like for a Girl» достигла первой десятки рекордных чартов в Австралии, Канаде, Дании, Финляндии, Румынии, Испании, Шотландии и Великобритании. В Соединённых Штатах он достиг 23-го места в чарте Billboard Hot 100 и первого места в чарте Dance Club Songs.
Сопровождающее музыкальное видео на эту песню было снято режиссёром тогдашним мужем Мадонны Гаем Ричи и премьера состоялась 22 марта 2001 года. Она изображает певицу как безрассудную женщину, совершающую преступление. Видео подверглось критике за изображение насилия и жестокого обращения, что заставило MTV запретить его до 9:00 вечера. Сингл также был выпущен на DVD и стал самым высоким еженедельным показателем продаж DVD-релиза в Соединённых Штатах. Мадонна исполнила этот трек на рекламных концертах для музыки в ноябре 2000 года и во время своего мирового турне 2001 года Drowned World Tour, где ремикс-версия была использована в качестве видео-интерлюдии, а также исполнена на испанском языке. Песня была исполнена актёрами телесериала Glee, во время эпизода «The Power of Madonna», и была включена в сопровождающий EP.